# 座間市立旭小学校
座間市立旭小学校（ざましりつ あさひしょうがっこう）は、神奈川県座間市ひばりが丘5丁目にある公立小学校。

## 概要
地域の人口が急速に増加したことに伴い、1980年に座間市立ひばりが丘小学校から分離し、開校した。

## 通学区域
出典
- 座間市
  - 小松原2丁目（全域）
  - ひばりが丘1丁目（全域）
  - ひばりが丘5丁目（1番〜56番）

## 進学中学校
出典
- 座間市
  - 座間市立東中学校

## 沿革
出典
- 1980年（昭和55年）
  - 4月 - 座間市立ひばりが丘小学校から分離し、旭小学校開校（普通学級22・児童数817名）。
  - 6月 - 旭小学校PTA設立総会開催。
  - 9月 - 旭小学校鼓笛隊編成。
  - 11月 - 校旗授与式挙行。
- 1981年（昭和56年）1月 - 屋内運動場落成。
- 1984年（昭和59年）4月 - 障害児学級新設（情緒障害）。
- 1989年（平成元年）11月 - 創立十周年記念式典。
- 1999年（平成11年）4月 - 障害児学級あさひ級1組（知的）・あさひ級2組（情緒）となる。
- 2005年（平成17年）
  - 7月 - 平成17年度旭小学校耐震補強工事。
  - 10月 - 創立25周年記念式典挙行。
- 2010年（平成22年）6月 - 創立30周年記念航空写真撮影。
- 2011年（平成23年）4月 - 学校教育目標改定。通級指導教室新設。
- 2012年（平成24年）
  - 4月 - 国際教室新設。
  - 8月 - トイレ改修工事。
- 2013年（平成25年）4月 - 通級指導教室Ⅱ増設。
- 2014年（平成26年）4月 - 特別支援級あさひ3増設。
- 2015年（平成27年）4月 - 特別支援級あさひ4増設。

## 学校教育目標
人間豊かな児童を育成する

## 学校周辺
- 座間東原共同住宅
- 座間市立東中学校
- 東原第1公園
- 日産座間工場

## アクセス
- 座間市コミュニティバス「ザマフレンド号」東原・ひばりが丘南コースで、「旭小学校前」バス停下車。
  - 鉄道駅（JR相模線・小田急小田原線・相鉄本線）からは、「東原・ひばりが丘南コース」以外のコースで、座間市役所で「東原・ひばりが丘南コース」に乗り換え。